# Temporada 2021 de ADAC Fórmula 4
La temporada 2021 de ADAC Fórmula 4 fue la séptima edición de dicha competición.
El británico Oliver Bearman fue el ganador del Campeonato de Pilotos,  Nikita Bedrin fue ganador del del Campeonato de Novatos, y Van Amersfoort Racing se quedó con el Campeonato de Escuderías.

## Equipos y pilotos
| Equipo                      | N.º | Pilotos            | Clase | Rondas   |
| --------------------------- | --- | ------------------ | ----- | -------- |
| BWR Motorsports             | 3   | Alfio Spina        | N     | 6        |
| BWR Motorsports             | 4   | Taylor Barnard     |       | 1–3, 6   |
| BWR Motorsports             | 11  | Valentino Catalano |       | 1–2      |
| R-ace GP                    | 5   | Levente Révész     | N I   | 2, 5     |
| R-ace GP                    | 17  | Sami Meguetounif   |       | Todas    |
| R-ace GP                    | 26  | Victor Bernier     |       | Todas    |
| R-ace GP                    | 47  | Nikhil Bohra       | N     | 6        |
| R-ace GP                    | 52  | Marcus Amand       | N     | Todas    |
| Prema Powerteam             | 6   | Sebastián Montoya  |       | 1–2      |
| Prema Powerteam             | 7   | Kirill Smal        |       | 1–2      |
| Prema Powerteam             | 20  | Conrad Laursen     |       | 1–2      |
| Prema Powerteam             | 88  | Hamda Al Qubaisi   |       | 1–2      |
| US Racing                   | 8   | Luke Browning      |       | Todas    |
| US Racing                   | 22  | Alex Dunne         | N     | 3, 5–6   |
| US Racing                   | 69  | Vladislav Lomko    |       | Todas    |
| US Racing                   | 77  | Tim Tramnitz       |       | Todas    |
| Van Amersfoort Racing       | 13  | Joshua Dufek       |       | 1–3, 5–6 |
| Van Amersfoort Racing       | 15  | Nikita Bedrin      | N     | Todas    |
| Van Amersfoort Racing       | 18  | Cenyu Han          |       | 1–2      |
| Van Amersfoort Racing       | 34  | Marcos Flack       | N     | 6        |
| Van Amersfoort Racing       | 46  | Robert de Haan     | N     | 6        |
| Van Amersfoort Racing       | 86  | Bence Válint       |       | 1–3      |
| Van Amersfoort Racing       | 87  | Oliver Bearman     |       | Todas    |
| Sauter Engineering + Design | 21  | Michael Sauter     | N     | Todas    |
| Jenzer Motorsport           | 65  | Samir Ben          | N I   | 1        |
| Jenzer Motorsport           | 66  | Jorge Garcíarce    | N     | 1–2      |
| Jenzer Motorsport           | 67  | Francesco Braschi  | N     | 1–2      |
| Jenzer Motorsport           | 68  | Santiago Ramos     | N     | 1        |
| Iron Lynx                   | 72  | Leonardo Fornaroli | N     | 1–2      |
| Iron Lynx                   | 73  | Pietro Armanni     | N I   | 1        |
| Iron Lynx                   | 83  | Maya Weug          | N I   | 1–2      |

| Icono | Leyenda                                              |
| ----- | ---------------------------------------------------- |
| N     | Novato                                               |
| I     | Pilotos invitados no son elegibles para sumar puntos |

## Calendario y resultados
| Ronda | Ronda | Circuito              | Fecha            | Pole Position  | Vuelta rápida     | Piloto ganador  | Escudería ganadora    | Ganador rookie |
| ----- | ----- | --------------------- | ---------------- | -------------- | ----------------- | --------------- | --------------------- | -------------- |
| 1     | C1    | Red Bull Ring         | 12 de junio      | Oliver Bearman | Kirill Smal       | Oliver Bearman  | Van Amersfoort Racing | Nikita Bedrin  |
| 1     | C2    | Red Bull Ring         | 12 de junio      | Tim Tramnitz   | Oliver Bearman    | Oliver Bearman  | Van Amersfoort Racing | Nikita Bedrin  |
| 1     | C3    | Red Bull Ring         | 13 de junio      |                | Bence Válint      | Luke Browning   | US Racing             | Nikita Bedrin  |
| 2     | C1    | Circuito de Zandvoort | 10 de julio      | Oliver Bearman | Sebastián Montoya | Oliver Bearman  | Van Amersfoort Racing | Nikita Bedrin  |
| 2     | C2    | Circuito de Zandvoort | 11 de julio      | Oliver Bearman | Oliver Bearman    | Oliver Bearman  | Van Amersfoort Racing | Nikita Bedrin  |
| 2     | C3    | Circuito de Zandvoort | 11 de julio      |                | Sebastián Montoya | Kirill Smal     | Prema Powerteam       | Michael Sauter |
| 3     | C1    | Hockenheimring        | 18 de septiembre | Oliver Bearman | Tim Tramnitz      | Oliver Bearman  | Van Amersfoort Racing | Alex Dunne     |
| 3     | C2    | Hockenheimring        | 19 de septiembre | Tim Tramnitz   | Alex Dunne        | Tim Tramnitz    | US Racing             | Alex Dunne     |
| 3     | C3    | Hockenheimring        | 19 de septiembre |                | Vladislav Lomko   | Nikita Bedrin   | Van Amersfoort Racing | Nikita Bedrin  |
| 4     | C1    | Sachsenring           | 2 de octubre     | Tim Tramnitz   | Luke Browning     | Tim Tramnitz    | US Racing             | Nikita Bedrin  |
| 4     | C2    | Sachsenring           | 3 de octubre     | Tim Tramnitz   | Victor Bernier    | Tim Tramnitz    | US Racing             | Nikita Bedrin  |
| 4     | C3    | Sachsenring           | 3 de octubre     |                | Oliver Bearman    | Vladislav Lomko | US Racing             | Nikita Bedrin  |
| 5     | C1    | Hockenheimring        | 23 de octubre    | Alex Dunne     | Victor Bernier    | Victor Bernier  | R-ace GP              | Nikita Bedrin  |
| 5     | C2    | Hockenheimring        | 24 de octubre    | Alex Dunne     | Tim Tramnitz      | Tim Tramnitz    | US Racing             | Alex Dunne     |
| 5     | C3    | Hockenheimring        | 24 de octubre    |                | Luke Browning     | Luke Browning   | US Racing             | Alex Dunne     |
| 6     | C1    | Nürburgring           | 6 de noviembre   | Tim Tramnitz   | Alex Dunne        | Tim Tramnitz    | US Racing             | Alex Dunne     |
| 6     | C2    | Nürburgring           | 7 de noviembre   | Oliver Bearman | Oliver Bearman    | Oliver Bearman  | Van Amersfoort Racing | Robert de Haan |
| 6     | C3    | Nürburgring           | 7 de noviembre   |                | Alex Dunne        | Nikita Bedrin   | Van Amersfoort Racing | Nikita Bedrin  |

## Clasificaciones
Los puntos se otorgan a los 10 primeros clasificados en cada carrera. No se otorgan puntos por la pole position o la vuelta rápida.
| Posición | 1.º | 2.º | 3.º | 4.º | 5.º | 6.º | 7.º | 8.º | 9.º | 10.º |
| Puntos   | 25  | 18  | 15  | 12  | 10  | 8   | 6   | 4   | 2   | 1    |

### Campeonato de Pilotos
| Pos.                                     | Piloto             | RBR | RBR | RBR   | ZAN | ZAN | ZAN | HOC1 | HOC1 | HOC1 | SAC | SAC | SAC | HOC2 | HOC2 | HOC2 | NÜR | NÜR | NÜR | Puntos |
| ---------------------------------------- | ------------------ | --- | --- | ----- | --- | --- | --- | ---- | ---- | ---- | --- | --- | --- | ---- | ---- | ---- | --- | --- | --- | ------ |
| 1                                        | Oliver Bearman     | 1   | 1   | Ret   | 1   | 1   | 4   | 1    | 4    | 2    | 2   | 4   | 2   | (6)  | 2    | 3    | 5   | 1   | 4   | 295    |
| 2                                        | Tim Tramnitz       | 4   | 2   | (15†) | 3   | 6   | 3   | 4    | 1    | 4    | 1   | 1   | 4   | 2    | 1    | 5    | 1   | 4   | 11  | 269    |
| 3                                        | Luke Browning      | 7   | 5   | 1     | 4   | 9   | 6   | 3    | 3    | 6    | 3   | 2   | 7   | 5    | 5    | 1    | Ret | 2   | 3   | 220    |
| 4                                        | Victor Bernier     | 6   | 8   | (13)  | 6   | 4   | 5   | 6    | 9    | 5    | 4   | 3   | 9   | 1    | 3    | (9)  | 6   | 7   | 2   | 167    |
| 5                                        | Nikita Bedrin      | 12  | 11  | 3     | 11  | 3   | Ret | 7    | 7    | 1    | 7   | 5   | 3   | 7    | Ret  | 11   | 7   | 6   | 1   | 147    |
| 6                                        | Vladislav Lomko    | 9   | 12  | NC    | 7   | 10  | Ret | 5    | 6    | 3    | 5   | 7   | 1   | 3    | 6    | 7    | 3   | 9   | 9   | 134    |
| 7                                        | Joshua Dufek       | 11  | 4   | Ret   | 8   | 2   | 7   | Ret  | 5    | 8    |     |     |     | 4    | 7    | 2    | 2   | 3   | 12  | 127    |
| 8                                        | Alex Dunne         |     |     |       |     |     |     | 2    | 2    | DNS  |     |     |     | Ret  | 4    | 4    | 4   | 15† | 8   | 76     |
| 9                                        | Sebastián Montoya  | 2   | 7   | 7     | 2   | 8   | 2   |      |      |      |     |     |     |      |      |      |     |     |     | 72     |
| 10                                       | Kirill Smal        | 3   | 6   | Ret   | 5   | 5   | 1   |      |      |      |     |     |     |      |      |      |     |     |     | 70     |
| 11                                       | Sami Meguetounif   | 8   | 15  | 6     | 22† | 7   | 14  | Ret  | 11   | Ret  | 6   | 8   | 6   | Ret  | 8    | 6    | 10  | 14  | 6   | 61     |
| 12                                       | Marcus Amand       | DSQ | Ret | Ret   | 16  | Ret | 13  | 8    | 10   | 9    | Ret | 6   | 8   | Ret  | 9    | 8    | 9   | 8   | 7   | 37     |
| 13                                       | Cenyu Han          | 10  | 9   | 2     | 19  | 16  | 11  |      |      |      |     |     |     |      |      |      |     |     |     | 25     |
| 14                                       | Robert de Haan     |     |     |       |     |     |     |      |      |      |     |     |     |      |      |      | 8   | 5   | 5   | 24     |
| 15                                       | Michael Sauter     | 17  | 19  | Ret   | 20  | 19  | 12  | 10   | 13   | 11   | DNS | 9   | 5   | 8    | 10   | 12   | 13  | 10  | 13  | 19     |
| 16                                       | Bence Válint       | 21  | Ret | 8     | 9   | 11  | 17  | 9    | 8    | 7    |     |     |     |      |      |      |     |     |     | 18     |
| 17                                       | Taylor Barnard     | 14  | 13  | 4     | 14  | Ret | 9   | Ret  | 12   | 10   |     |     |     |      |      |      | 11  | 11  | 14  | 17     |
| 18                                       | Valentino Catalano | 18  | 14  | 5     | 13  | 14  | Ret |      |      |      |     |     |     |      |      |      |     |     |     | 10     |
| 19                                       | Conrad Laursen     | 13  | 17  | Ret   | 15  | 15  | 10  |      |      |      |     |     |     |      |      |      |     |     |     | 2      |
| 20                                       | Marcos Flack       |     |     |       |     |     |     |      |      |      |     |     |     |      |      |      | 12  | 13  | 10  | 1      |
| 21                                       | Hamda Al Qubaisi   | 22† | Ret | Ret   | 12  | 12  | Ret |      |      |      |     |     |     |      |      |      |     |     |     | 0      |
| 22                                       | Nikhil Bohra       |     |     |       |     |     |     |      |      |      |     |     |     |      |      |      | 14  | 12  | Ret | 0      |
| NC                                       | Alfio Spina        |     |     |       |     |     |     |      |      |      |     |     |     |      |      |      | WD  | WD  | WD  | 0      |
| Invitados no elegibles para sumar puntos |                    |     |     |       |     |     |     |      |      |      |     |     |     |      |      |      |     |     |     |        |
|                                          | Leonardo Fornaroli | 5   | 3   | 11    | Ret | 13  | 8   |      |      |      |     |     |     |      |      |      |     |     |     |        |
|                                          | Levente Révész     |     |     |       | 21  | 17  | 16  |      |      |      |     |     |     | 9    | Ret  | 10   |     |     |     |        |
|                                          | Maya Weug          | 15  | 16  | 9     | 18  | Ret | 15  |      |      |      |     |     |     |      |      |      |     |     |     |        |
|                                          | Francesco Braschi  | 20  | 10  | 14    | 10  | Ret | Ret |      |      |      |     |     |     |      |      |      |     |     |     |        |
|                                          | Jorge Garcíarce    | 19  | 18  | 10    | 17  | 18  | Ret |      |      |      |     |     |     |      |      |      |     |     |     |        |
|                                          | Samir Ben          | 16  | 21  | 12    |     |     |     |      |      |      |     |     |     |      |      |      |     |     |     |        |
|                                          | Pietro Armanni     | Ret | 20  | Ret   |     |     |     |      |      |      |     |     |     |      |      |      |     |     |     |        |
|                                          | Santiago Ramos     | WD  | WD  | WD    |     |     |     |      |      |      |     |     |     |      |      |      |     |     |     |        |
| Pos.                                     | Piloto             | RBR | RBR | RBR   | ZAN | ZAN | ZAN | HOC1 | HOC1 | HOC1 | SAC | SAC | SAC | HOC2 | HOC2 | HOC2 | NÜR | NÜR | NÜR | Puntos |

| Color     | Resultado                                                               |
| --------- | ----------------------------------------------------------------------- |
| Oro       | Ganador                                                                 |
| Plata     | 2.ª plaza                                                               |
| Bronce    | 3.ª plaza                                                               |
| Verde     | Finalizó en los puntos                                                  |
| Azul      | Finalizó sin puntos                                                     |
| Azul      | NC - No clasificado                                                     |
| Violeta   | Ret - No terminó (Carrera)                                              |
| Rojo      | DNQ - No se clasificó                                                   |
| Negro     | DSQ - Descalificado                                                     |
| Blanco    | DNS - No empezó (carrera)                                               |
| Blanco    | WD - Retirado (fin de semana)                                           |
| Blanco    | C - Carrera cancelada                                                   |
| Sin color | DNP - Inscrito pero no participó                                        |
| Sin color | INJ - Lesionado                                                         |
| Sin color | EX - Excluido                                                           |
| Estado    | Resultado                                                               |
| Negrita   | Pole position                                                           |
| Cursiva   | Vuelta rápida                                                           |
| †         | Abandona, pero clasifica al completar el porcentaje requerido para ello |

### Campeonato de Novatos
| Pos.                                     | Piloto         | RBR | RBR | RBR | ZAN | ZAN | ZAN | HOC1 | HOC1 | HOC1 | SAC | SAC | SAC | HOC2 | HOC2 | HOC2 | NÜR | NÜR | NÜR | Puntos |
| ---------------------------------------- | -------------- | --- | --- | --- | --- | --- | --- | ---- | ---- | ---- | --- | --- | --- | ---- | ---- | ---- | --- | --- | --- | ------ |
| 1                                        | Nikita Bedrin  | 12  | 11  | 3   | 11  | 3   | Ret | 7    | 7    | 1    | 7   | 5   | 3   | 6    | Ret  | 11   | 7   | 6   | 1   | 362    |
| 2                                        | Michael Sauter | 17  | 19  | Ret | 20  | 19  | 12  | 10   | 13   | 11   | DNS | 9   | 5   | 8    | 10   | 12   | 13  | 10  | 13  | 239    |
| 3                                        | Marcus Amand   | DSQ | Ret | Ret | 16  | Ret | 13  | 8    | 10   | 9    | Ret | 6   | 8   | Ret  | 9    | 8    | 9   | 8   | 7   | 195    |
| 4                                        | Alex Dunne     |     |     |     |     |     |     | 2    | 2    | DNS  |     |     |     | Ret  | 4    | 4    | 4   | 15† | 9   | 143    |
| 5                                        | Robert de Haan |     |     |     |     |     |     |      |      |      |     |     |     |      |      |      | 8   | 5   | 5   | 58     |
| 6                                        | Marcos Flack   |     |     |     |     |     |     |      |      |      |     |     |     |      |      |      | 12  | 13  | 8   | 30     |
| 7                                        | Nikhil Bohra   |     |     |     |     |     |     |      |      |      |     |     |     |      |      |      | 14  | 12  | Ret | 16     |
| NC                                       | Alfio Spina    |     |     |     |     |     |     |      |      |      |     |     |     |      |      |      | WD  | WD  | WD  | 0      |
| Invitados no elegibles para sumar puntos |                |     |     |     |     |     |     |      |      |      |     |     |     |      |      |      |     |     |     |        |
|                                          | Maya Weug      | 15  | 16  | 9   | 18  | Ret | 15  |      |      |      |     |     |     |      |      |      |     |     |     |        |
|                                          | Levente Révész |     |     |     | 21  | 17  | 16  |      |      |      |     |     |     | 9    | Ret  | 10   |     |     |     |        |
|                                          | Samir Ben      | 16  | 21  | 12  |     |     |     |      |      |      |     |     |     |      |      |      |     |     |     |        |
|                                          | Pietro Armanni | Ret | 20  | Ret |     |     |     |      |      |      |     |     |     |      |      |      |     |     |     |        |
| Pos.                                     | Piloto         | RBR | RBR | RBR | ZAN | ZAN | ZAN | HOC1 | HOC1 | HOC1 | SAC | SAC | SAC | HOC2 | HOC2 | HOC2 | NÜR | NÜR | NÜR | Puntos |

| Color     | Resultado                                                               |
| --------- | ----------------------------------------------------------------------- |
| Oro       | Ganador                                                                 |
| Plata     | 2.ª plaza                                                               |
| Bronce    | 3.ª plaza                                                               |
| Verde     | Finalizó en los puntos                                                  |
| Azul      | Finalizó sin puntos                                                     |
| Azul      | NC - No clasificado                                                     |
| Violeta   | Ret - No terminó (Carrera)                                              |
| Rojo      | DNQ - No se clasificó                                                   |
| Negro     | DSQ - Descalificado                                                     |
| Blanco    | DNS - No empezó (carrera)                                               |
| Blanco    | WD - Retirado (fin de semana)                                           |
| Blanco    | C - Carrera cancelada                                                   |
| Sin color | DNP - Inscrito pero no participó                                        |
| Sin color | INJ - Lesionado                                                         |
| Sin color | EX - Excluido                                                           |
| Estado    | Resultado                                                               |
| Negrita   | Pole position                                                           |
| Cursiva   | Vuelta rápida                                                           |
| †         | Abandona, pero clasifica al completar el porcentaje requerido para ello |

### Campeonato de Equipos
| Pos. | Piloto                      | Puntos |
| ---- | --------------------------- | ------ |
| 1    | Van Amersfoort Racing       | 570    |
| 2    | US Racing                   | 564    |
| 3    | R-ace GP                    | 323    |
| 4    | Prema Powerteam             | 146    |
| 5    | Sauter Engineering + Design | 70     |
| 6    | BWR Motorsports             | 68     |